# 夸姆巴
库安巴是位於莫桑比克北部尼亚萨省的一座內陸城市，位於納穆利山西北，人口132,580（1997年）。